# Escharella latodonta
Escharella latodonta är en mossdjursart som beskrevs av Arnold Girard Kluge 1962. Escharella latodonta ingår i släktet Escharella och familjen Romancheinidae. Inga underarter finns listade i Catalogue of Life.